# Pratt & Whitney J48
Pratt & Whitney J48  (tovární označení JT7) byl proudový motor vyráběný firmou Pratt & Whitney jako licenční verze motoru Rolls-Royce Tay. Tay/J48 byla zvětšená verze motoru Rolls-Royce Nene (Pratt & Whitney J42).

## Vznik a vývoj
Společnost Pratt & Whitney v roce 1947 na základě podnětu amerického námořnictva uzavřela dohodu o výrobě proudového motoru Rolls-Royce Nene s odstředivým kompresorem v licenci označeného jako J42 (tovární označení JT6) pro použití ve stíhacím letounu Grumman F9F Panther. Z obav, že motor Nene nemá do budoucna potenciál zvládnout nárůst hmotnosti zdokonalených verzí stíhačky Panther, zástupce firmy P&W Luke Hobbs požadoval, aby Rolls-Royce Limited vyvinula výkonnější motor založený na motoru Nene, který by vyráběl i Pratt & Whitney. V roce 1948 firma Rolls-Royce navrhla proudový motor Tay, který měl také odstředivý kompresor. Nicméně Rolls-Royce vyvíjel i dokonalejší motor s axiálním kompresorem, který později vstoupil ve známost jako Avon a vývoj i výrobu motoru Tay přenechal firmě Pratt & Whitney.

## Použití
- Grumman F9F-5 Panther
- Grumman F9F-6/-8 Cougar
- Lockheed F-94C Starfire
- North American YF-93

## Specifikace (J48-P-8A)

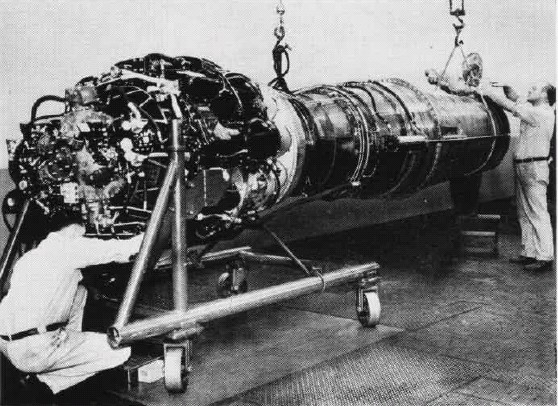
Pratt & Whitney J48 s přídavným spalováním

### Technické údaje
- Typ: proudový motor
- Průměr: 1 280 mm
- Délka: 2 788 mm
- Hmotnost suchého motoru: 940 kg

### Součásti
- Kompresor: jednostupňový oboustranný radiální kompresor
- Spalovací komora: 9 trubkových
- Turbína: jednostupňová axiální

### Výkony
- Maximální tah: 7 250 lbf (32,2 kN) při vzletu
- Celkový poměr stlačení:
- Průtok/hltnost vzduchu:
- Měrná spotřeba paliva: 1,14 lb/lbf/hr (116,2 kg/kN/hr)
- Poměr tah/hmotnost: